# Molensteegbrug
De Molensteegbrug is een vaste stenen boogbrug in de binnenstad van de Nederlandse stad Leiden. De brug verbindt de Molensteeg en de Bakkersteeg. De brug staat sinds 1968 ingeschreven als rijksmonument in het monumentenregister.
Ca. 1400 wordt er reeds een brug gemeld op deze plaats. In de 20e eeuw werd deden de bewoners een verzoek de brug af te platten. De gemeente gaf hier geen prioriteit aan. Toen in 1942 brug grondig werd gerestaureerd deden de bewoners een hernieuwd verzoek, maar opnieuw werd dit afgewezen. Tegenwoordig wordt de hoogte gezien als fraai onderdeel van het stadsgezicht. In 1999 onderging de brug opnieuw een restauratie.
De brug bevat het opschrift "Anno 1730".

## Foto's

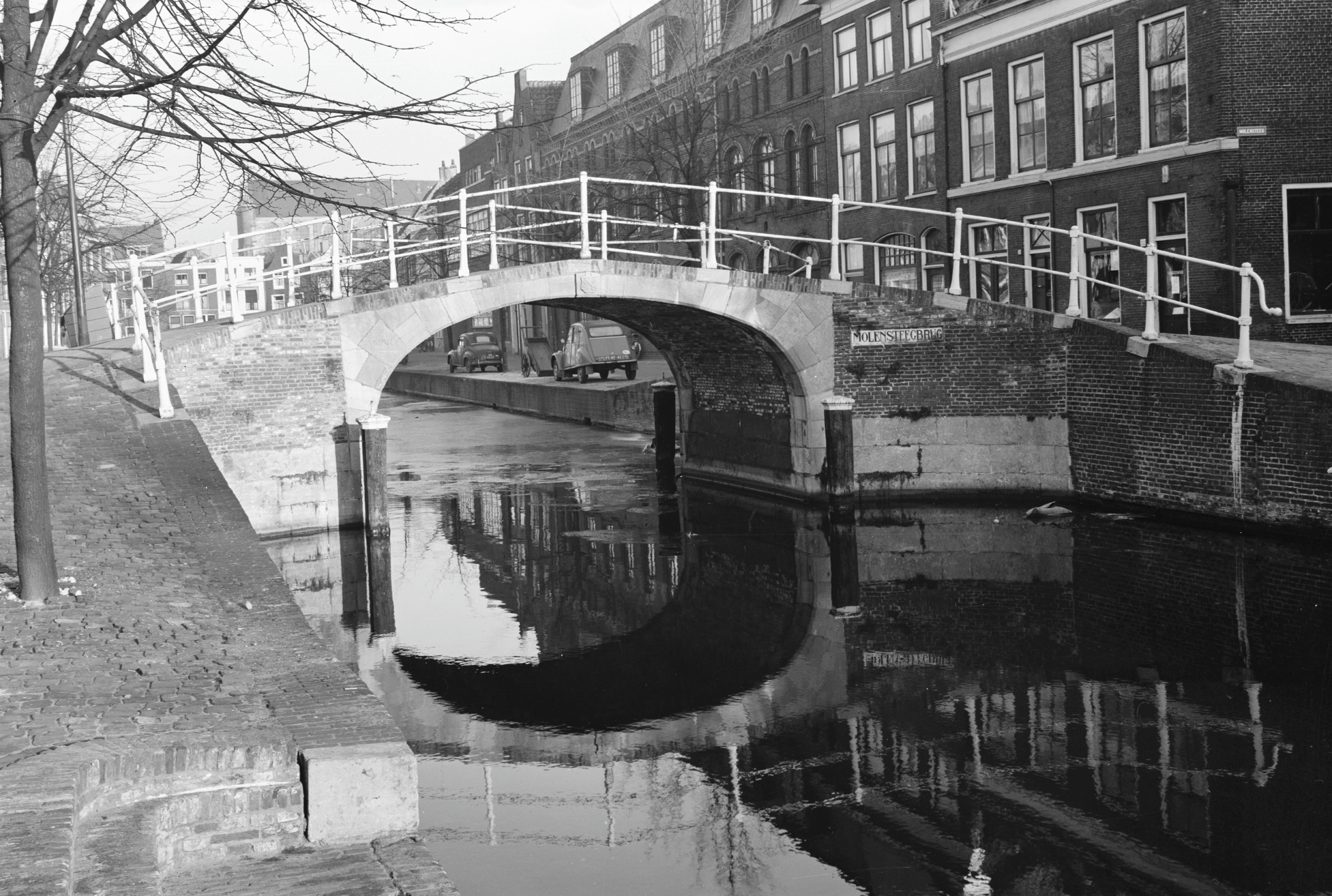
Brug in 1964